# 阿尔弗雷多·雷纳多
阿尔弗雷多·雷纳多（葡萄牙語：Alfredo Reinado，1967年—2008年2月11日），東帝汶少校。2006年4月，他率領600多名士兵抗議他們在晉升中受到地域歧視以及軍隊待遇太差，被總理馬里·阿爾卡蒂里革職。他和一眾士兵隨即嘩變，引發2006年東帝汶一場嚴重的政治危機。雷納多成為叛軍首領。
雷纳多在2008年2月11日于帝力因企圖行刺總統若澤·拉莫斯·奧爾塔而被擊斃。

## 死亡
在2008年2月11日，东帝汶军方发言人多明戈·达·卡马拉少校说，雷纳多在袭击奥尔塔总统的官邸时被击毙。